# Villarzel-Cabardès
Villarzel-Cabardès är en kommun i departementet Aude i regionen Occitanien  i södra Frankrike. Kommunen ligger  i kantonen Conques-sur-Orbiel som ligger i arrondissementet Carcassonne. År 2022 hade Villarzel-Cabardès 270 invånare.

## Befolkningsutveckling
Antalet invånare i kommunen Villarzel-Cabardès
Referens: INSEE